# Pu-239
Pour plus de détails, voir Fiche technique et Distribution.
Pu-239 est un film américain-britannique réalisé par Scott Z. Burns, sorti en 2006.

## Synopsis
Timofey Berezin travaille dans une usine de traitement du combustible nucléaire usé. Il est exposé à une dose de radiation mortelle en tentant d'arrêter un accident de criticité. Accusé de sabotage et renvoyé par la direction, qui lui cache la gravité de son accident, il découvre néanmoins qu'il est atteint du syndrome d'irradiation aiguë et qu'il n'a que quelques jours à vivre. Cachant son état à sa femme Marina, il part pour Moscou dans le but de vendre du plutonium qu'il a volé afin d'assurer l'avenir de sa famille. Il demande pour cela l'aide de Shiv, un petit escroc qui doit rembourser une grosse dette à Starkov, un chef de la mafia russe.

## Fiche technique
- Réalisation : Scott Z. Burns
- Scénario : Scott Z. Burns, d'après la nouvelle PU-239 and Other Russian Fantasies de Ken Kalfus
- Photographie : Eigil Bryld
- Montage : Tatiana S. Riegel et Leo Trombetta
- Musique : Abel Korzeniowski
- Sociétés de production : Beacon Pictures, HBO Films et Section Eight
- Pays d'origine :  Royaume-Uni
 États-Unis
- Langue originale : anglais
- Format : couleur - 1,85:1 - Dolby Digital
- Genre : drame, thriller
- Durée : 97 minutes
- Dates de sortie : 
  - Festival international du film de Toronto : 12 septembre 2006

## Distribution
- Paddy Considine : Timofey Berezin
- Oscar Isaac : Shiv
- Radha Mitchell : Marina Berezin
- Steven Berkoff : Starkov
- Nikolaj Lie Kaas : Tusk
- Mélanie Thierry : Oxsana
- Jason Flemyng : Vlad
- Derren Nesbitt : Pepsi

## Accueil
Le film a été projeté au Festival international du film de Toronto 2006 mais n'a pas été distribué au cinéma. Il a été diffusé à la télévision pour la première fois en novembre 2007 sur la chaîne HBO.
Il obtient 57 % de critiques positives, avec une note moyenne de 6,2/10 et sur la base de sept critiques collectées, sur le site Rotten Tomatoes.